# Descualificación

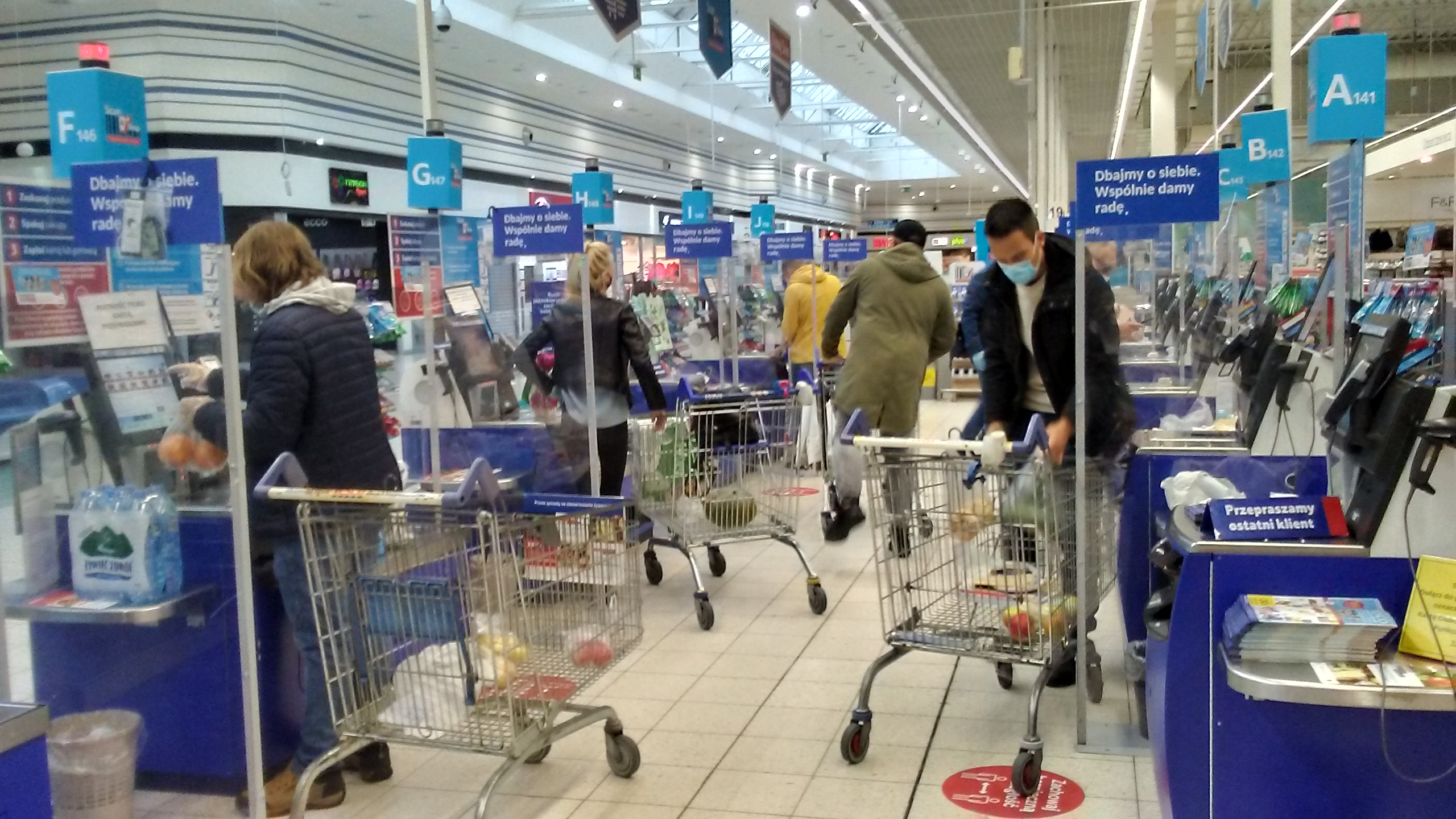
Cajas de autoservicio en Tesco en Polonia

Descualificación es el proceso por el cual se elimina de la industria o de la economía el trabajo cualificado mediante la introducción de tecnologías que pueden ser controladas por trabajadores semicualificados o sin cualificación. Esto ahorra costes al requerir una menor inversión en capital humano y reduce las barreras de entrada, debilitando así el poder de negociación del capital humano.
Se critica que ello se traduce en la pérdida de calidad y en la devaluación del trabajo (haciéndolo mecánico antes que fruto del pensamiento y convirtiendo a los trabajadores en autómatas antes que en artesanos), erosionando así la comunidad.

## Ejemplos
Ejemplos de desprofesionalización se pueden hallar en muchas profesiones, y entre ellas:
- los artesanos son sustituidos por trabajadores de cadenas de montaje[1]
- el control numérico sustituye a los operarios
- la cafetera expreso superautomática sustituye al barista profesional
- los farmacéuticos
- los trabajadores sociales
- los libreros

## Impacto
El trabajo se fragmenta y las personas pierden sus habilidades y conocimiento integrados que son característicos del artesano.
Aplicado a las artes, Benjamin Buchloh define la descualificación como "un concepto de suma importancia para describir con relativa precisión numerosos esfuerzos emprendidos por los artistas en todo el siglo XX. Todos ellos están ligados a un empeño persistente por eliminar la competencia de los artesanos y de otras formas de virtuosismo manual del horizonte de la competencia artística y la valoración estética".

## Relacionado
Se relacionan con el tema de la descualificación la desprofesionalización y las máquinas que ahorran trabajo. Ver también la falacia ludita.